# برون‌چاله‌ای‌ها
برون‌چاله‌ای‌ها (نام علمی: Exocoetus) نام یک سرده از تیره پرنده‌ماهیان است.